# Рчеулишвили, Леван Дмитриевич
Леван Дмитриевич Рчеулишвили (груз. ლევან (ლეო) რჩეულიშვილი, 1909, Ховле, Шида-Картли — 1986, Тбилиси) — грузинский советский историк искусств, выдающийся знаток грузинской архитектуры, педагог, общественный деятель. Заслуженный деятель искусств Грузинской ССР (1954).

## Биография
Окончил Грузинский инженерно-строительный институт (1932). С 1936 года работал в Художественном музее «Метехи», в 1941—1986 годах был старшим научным сотрудником Института истории грузинского искусства; в 1954—1986 годах — заведующий кафедрой истории и теории искусств Тбилисской академии художеств, профессор.
Принимал активное участие в деятельности по охране архитектурного наследия. Велик его вклад в описание памятников архитектуры. Л. Рчеулишвили был одним из тех, кто утвердил и укрепил научные и этические традиции Института истории грузинского искусства.

## Научные интересы
Средневековая церковная и светская архитектура, архитектура XX века. Грузинские художники.